# Certonotus similis
Certonotus similis är en stekelart som beskrevs av Krieger 1901. Certonotus similis ingår i släktet Certonotus och familjen brokparasitsteklar. Inga underarter finns listade i Catalogue of Life.